# Ansar asz-Szari’a
Ansar asz-Szari’a („Zwolennicy Prawa Koranicznego”) – islamistyczne ugrupowanie bojowe działające w kilku państwach Afryki Północnej i Bliskiego Wschodu (MENA), które powstało w trakcie przetaczania się „Arabskiej Wiosny” przez kraje regionu MENA. Ugrupowanie odpowiada się za wprowadzeniem szariatu na terenach państw w których działa.
Ansar asz-Szari’a powstała podczas wojny domowej w Libii w 2011, a jej znaczenie wzrosło po zabójstwie pułkownika Mu’ammar al-Kaddafiego, obalonego przywódcy Libii. Ugrupowanie złożone z salafitów znać o sobie dało podczas kończącą wojnę domową bitwę o Syrtę. Radykałowie po wojnie szczególnie aktywni byli na wschodzie Libii.
Po zakończeniu wojny, islamiści zażądali wprowadzenie prawa szariatu. Podczas wyborów parlamentarnych w Libii z 7 lipca 2012 członkowie ugrupowania przeprowadzili na Placu Tahrir w Bengazi wiec, na którym wystosowano postulat zapisu w nowej konstytucji prawa szariatu. Jednak poważnie ugrupowanie dało znać o sobie 11 września 2012 podczas ataku na amerykańską ambasadę w Bengazi. W precyzyjnie przeprowadzonym ataku rakietowym zginął m. in amerykański ambasador Christopher Stevens.
Ansar asz-Szari’a działała również w Tunezji. Założona została tam po jaśminowej rewolucji, w kwietniu 2011. Członkowie ugrupowania brali regularnie udział w antyrządowych protestach. Działali na rzecz uwolnienia takich dżihadystów jak Umar Abd ar-Rahman czy Abu Katada. Latem 2013 bojownicy Ansar asz-Szari’a prowadzili walki z tunezyjskimi żołnierzami w górach Chaambi.
Organizacja salaficka szczególnie aktywna była w Jemenie, w trakcie tamtejszej rewolucji antyprezydenckiej. Organizacja powiązana z Al-Ka’idą Półwyspu Arabskiego mającą bazę w Jemenie, wykorzystała chaos w kraju i w pod koniec maja 2011 zbrojnie zajęła miasto Zindżibar. Po zdobyciu miasta islamiści ustanowili ogłoszenie islamskiego Emiratu Ajban i rozpoczęli ekspansję na całą prowincję. Armia usiłowała spacyfikować ruch zbrojny Ansar asz-Szari’a. Udało się to dopiero po roku walk. Ugrupowanie stało za zamachem w Sanie z 21 maja 2012, w którym zginęło 96 żołnierzy, a 300 zostało rannych.
4 października 2012 Departament Stanu USA zakwalifikował Ansar asz-Szari’a jako część terrorystycznego ugrupowania Al-Ka’ida Półwyspu Arabskiego. 9 grudnia 2012 podczas wojny domowej w Mali grupa dżihadystów w Gao ogłosiła utworzenie malijskiej filii Ansar asz-Szari’a. Ugrupowanie to podobno jak i jej sprzymierzeńcy z Ansar Dine, Ruchu na Rzecz Jedności i Dżihadu w Afryce Zachodniej czy Al-Ka’ida Islamskiego Maghrebu, zostali spacyfikowani podczas francuskiej interwencji zbrojnej w Mali.
Ugrupowanie aktywne było także w Mauretanii oraz Egipcie. 23 czerwca 2013 przebywający w mauretańskich więzieniach islamiści ogłosili powołanie do życia filii Ansar asz-Szari’a. Na czele ugrupowania stoi Ahmed Ould Salem al-Hasan. Ich celem jest walka o wdrażanie szariatu w Mauretanii i wywindowanie pozycji islamskich uczonych w kraju. Z kolei w Egipcie Ansar asz-Szari’a została założona przez salafitów w listopadzie 2012. Ugrupowanie uaktywniło się po rewolucji z 2013 i zamachu stanu w Egipcie z 3 lipca 2013, dołączając do dżihadystów walczących na Półwyspie Synaj.